# Juan Guerrero Zamora
Juan Guerrero Zamora (Melilla, 22 de gener de 1927-Madrid, 28 de març de 2002) va ser un escriptor, director de teatre i realitzador de televisió espanyol.

## Biografia
Llicenciat en Filosofia i Lletres, es va estrenar com a novel·lista en 1953 amb l'obra Estiércol, i tan sols dos anys després publica la primera biografia del poeta Miguel Hernández.
En el camp literari, va transcendir el gènere novel·lístic, i també va escriure poesia (recollida en els llibres Alma desnuda i Almenara) i l'assaig Historia del Teatro.
Al juny de 1953 contreu matrimoni amb l'actriu Maruchi Fresno.
Després de treballar com a director i programador dels espais dramàtics de Ràdio Nacional d'Espanya, el gener de 1957 s'incorpora a l'acabada de crear Televisió espanyola, de la qual se li pot considerar un dels seus professionals més pioners. S'estrena amb l'obra Antes del desayuno, d'Eugene O'Neill, protagonitzada per Maruchi Fresno.
A partir d'aquest moment, se centra en impulsar la presència en el nou mitjà de la qual va ser la seva gran passió: el teatre. Va ser el promotor d'espais com Gran Teatro, Fila Cero i Estudio 1, per als quals va posar en escena centenars d'obres dramàtiques, en les quals va comptar amb els intèrprets més destacats del panorama artístic del moment. També va realitzar una versió de Fuenteovejuna (1971) i va dirigir la primera temporada de la reeixida sèrie El Séneca (1964), amb guions de José María Pemán.
En 1979 va dirigir la sèrie Un mito llamado..., protagonitzada per la seva segona esposa, l'actriu Núria Torray; i en 1983 s'encarregà de l'adaptació per TVE de l'obra La Celestina.
El seu retorn a la Ràdio Nacional es va produir en 1979, quan va dirigir el cicle Clásicos del Teatro Español. En els següents anys, es dedicaria de ple a la direcció teatral.
Pare de l'actriu Alejandra Torray.

## Premis
- Antena de Oro 1969 per la seva tasca a la televisió.

## Llibres publicats
- Alma desnuda (1947).
- El teatro de Federico García Lorca (1948)
- Estiércol (1953).
- Miguel Hernández, poeta : (1910-1942) (1955).
- Murillo 11 : Melilla (1955).
- Enterrar a los muertos (1957).
- Historia del teatro contemporáneo (1961).
- Almenara (1994).
- El libro mudo (1999).